# NGC 7426
NGC 7426 é uma galáxia elíptica (E) localizada na direcção da constelação de Lacerta. Possui uma declinação de +36° 21' 44" e uma ascensão recta de 22 horas, 56 minutos e 03,0 segundos.
A galáxia NGC 7426 foi descoberta em 18 de Outubro de 1786 por William Herschel.